# ODYSSEY (Chicago Poodleの曲)
「ODYSSEY」（オデッセイ）は、Chicago Poodleのシングル。同バンドのメジャーデビューシングルである。

## 内容
記念すべきメジャーデビューシングルは後述5つのエンディングテーマを獲得した。

## 収録曲
（全作詞: 辻本健司／全作曲: 花沢耕太）
1. ODYSSEY
  - 編曲：Chicago Poodle＆岩倉さとし
2. キミーロ
  - 編曲：Chicago Poodle

## タイアップ
ODYSSEY
- テレビ東京系『JAPAN COUNTDOWN』エンディングテーマ
- テレビ埼玉『ごごたま』3月度エンディングテーマ
- 西日本放送『いまこれTV!』3月度エンディングテーマ
- 長野朝日放送『情報パラダイス』3月度エンディングテーマ
- テレビ金沢『びービーみつばち』3月度エンディングテーマ